# Esther Fernández
María Esther Fernández González (Mascota, Jalisco, 22 de agosto de 1918-Ciudad de México, 21 de octubre de 1999), conocida como Esther Fernández, fue una actriz mexicana. Su trabajo más importante lo realizó protagonizando, junto a Tito Guízar, la película Allá en el Rancho Grande (1936), misma que se convirtió en la primera en representar a México internacionalmente, además de ser considerada como la cinta que dio inicio a la Época de Oro del cine mexicano.

## Biografía y carrera
María Esther Fernández González nació el 22 de agosto de 1918 en Mascota, Jalisco, siendo hija de Domingo A. Fernandez y María del Refugio González. En 1933, debutó en el cine como extra en la película Profanación. También participó en las películas Corazones de derrota, Más allá de la muerte y La mujer del puerto, protagonizada por Andrea Palma, entre otras. Miguel Zacarías le da su primer estelar en la cinta de horror El baúl macabro (1936), pero su primer estelar importante en Allá en el Rancho Grande.
Gracias al éxito de Allá en el Rancho Grande, fue contratada por la Paramount Pictures, que también contrató a Tito Guízar. Paramount le puso maestros de inglés, drama, canto y baile, pero nunca la lanzó como estrella. Por eso en 1943, Esther Fernández aceptó la oferta de regresar a México para protagonizar Santa, una historia que ya se había filmado dos veces, durante la época del cine mudo y como la primera película mexicana con sonido óptico. Norman Foster llegó desde Hollywood para dirigir la tercera versión, con José Cibrián y un joven Ricardo Montalbán en los principales papeles masculinos. En 1944, el director John Farrow vio las pruebas que la hicieron en Paramount y la eligió para la cinta Two Years Before the Mast, al lado de Alan Ladd. Realizó una prueba para la película Por quién doblan las campanas. Sin embargo, Ingrid Bergman obtuvo el protagónico.

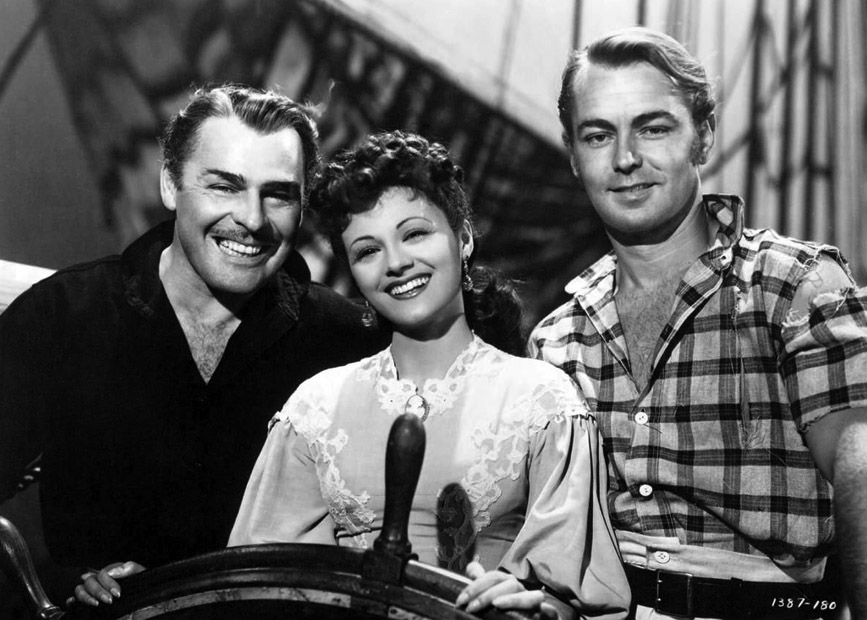
Fernández junto a Brian Donlevy y Alan Ladd, en Two Years Before the Mast (1946).

De vuelta en México, Esther Fernández protagonizó varias películas entre las que destacan el melodrama Flor de durazno (Miguel Zacarías, 1945), con el primer actor Fernando Soler y el galán David Silva, por la que fue nominada al Ariel de mejor actriz, la comedia romántica Su última aventura (Gilberto Martínez Solares, 1946), haciendo pareja con Arturo de Córdova, y Doña Perfecta (Alejandro Galindo, 1951), una aclamada adaptación de la novela de Benito Pérez Galdós donde compartió créditos con Dolores del Río y Carlos Navarro.
En 1957, tras una larga batalla de dos años con la hepatitis, Esther Fernández se retiró del cine. Ella dijo que este «retiró» en realidad era obligatorio, pues los productores estaban ocupados con la introducción de actrices más jóvenes. A los 37 años, la actriz consideró que su edad era el principal factor de este descenso. Esther empezó a pintar cerámica, un pasatiempo que se convirtió en negocio. De vez en cuando, ella apareció en la televisión haciendo pequeños papeles en telenovelas.
En 1988 participó en la telenovela Simplemente María. Su última actuación relevante en el cine fue una participación corta en la cinta Los años de Greta, en 1992.

## Vida personal
Fernández comenzó una relación amorosa con el actor Pedro Armendáriz después de conocerlo durante el rodaje de la película Mi candidato de 1937. Ambos se encontraban en el inicio de sus respectivas carreras y filmaron otra cinta juntos titulada La Adelita de 1938, producción durante la cual se pelearon y terminaron su romance. Ella decidió terminarlo debido al fuerte carácter que tenía, pues se la pasaba peleando con todos y temía que fuera a lastimarla en algún momento. Adicionalmente, llegó a comentar que él sí se había tomado muy en serio el amorío, pues en una ocasión mientras filmaban le propuso matrimonio y preparó una boda por el civil. Ella aceptó en broma y cuando Armendáriz la llevó para concretar la unión, Fernández salió corriendo, aunque a pesar de esto, decidieron terminar como amigos.
Mantuvo un matrimonio de fechas desconocidas con el actor y cantante Antonio Badú.

### Muerte
Paso sus últimos años viviendo en la «Casa del Actor» de la Asociación Nacional de Actores (ANDA), donde además se le daban cuidados especiales debido a algunos problemas cardiacos que padecía.
El 21 de octubre de 1999, Fernández falleció en Ciudad de México a los 81 años de edad, a causa de un Infarto agudo de miocardio, un edema agudo pulmonar, e insuficiencia cardíaca. Su cuerpo fue enterrado en el Panteón Jardín, ubicado en la misma ciudad.

## Filmografía

### Cine
- Reclusorio I (1995)
- Los años de Greta (1992)
- Cada hijo una cruz (1957)
- Los hijos de Rancho Grande (1956)
- La calle de los amores (1954)
- El billetero (1953)
- Reportaje (1953)
- Genio y figura (1952)
- El lunar de la familia (1952)
- Doña Perfecta (1950)
- Flor de sangre (1951)
- Surcos de sangre (1950) .... Isabel
- Hipólito, el de Santa (1950) .... Esperanza
- Vuelve Pancho Villa (1950) .... Teresa Mota
- Cuatro vidas (1949)
- Prisión de sueños (1949)
- Hipólito el de Santa (1949)
- Sólo Veracruz es bello (1948)
- Las mañanitas (1948)
- Tuya para siempre (1948) ... Carmen
- Ahí vienen los Mendoza (1948)
- La carne manda (1947)
- Two Years Before the Mast (1946)
- Extraña cita (1946)
- Su última aventura (1946)
- Ramona (1946)
- Flor de durazno (1945)
- La fuga (1943)
- Santa (1943)
- Allá en el trópico (1940)
- Los de abajo (1939)
- Luces de barriada (1939)
- Luz en mi camino (1938)
- Hombres de mar (1938)
- Tierra brava (1938)
- Mi candidato (1937)
- La Adelita (1937)
- Ojos tapatíos (1937)
- Allá en el Rancho Grande (1936)
- Judas (1936)
- El baúl macabro (1936)
- Más allá de la muerte (1935)
- Rosario (1935)
- La familia Dressel (1935)
- Humanidad (1934)
- Corazón bandolero (1934)
- Chucho el Roto (1934)
- La mujer del puerto (1933)
- Corazones en derrota
- Profanación (1933)

### Televisión
- Simplemente María (1989)

## Nominaciones

### Premios Ariel
| Año  | Premio | Categoría    | Trabajo nominado | Resultado | Ref.  |
| ---- | ------ | ------------ | ---------------- | --------- | ----- |
| 1947 | Ariel  | Mejor actriz | Flor de durazno  | Nominada  | [ 7 ] |